# Tuchodi River
Der Tuchodi River ist ein linker Nebenfluss des Muskwa River in der kanadischen Provinz British Columbia.

## Flusslauf
Der Tuchodi River entspringt an der Nordflanke des Mount Walsh in den nördlichen Kanadischen Rocky Mountains. Er fließt in nordnordöstlicher Richtung durch den Northern Rocky Mountains Provincial Park. An seinem Lauf liegen die Tuchodi Lakes – West Tuchodi Lake und East Tuchodi Lake. Der Fluss verlässt das Gebirge in östlicher Richtung und mündet in den nach Norden fließenden Muskwa River. Der Tuchodi River hat eine Länge von etwa 120 km. 
Auf dem Tuchodi River und auf dem abstrom gelegenen Muskwa River nach Fort Nelson werden Kanutouren angeboten.